# 摩耶型砲艦
摩耶型砲艦（まやがたほうかん）は、日本海軍の砲艦。同型艦4隻。

## 建造
1883年（明治16年）度に3隻、1885年（明治18年）度に1隻の合計4隻が建造された。国内の民間造船所が活用され、横須賀造船所で1隻（愛宕）が建造された他は、小野浜造船所で2隻（摩耶、赤城）、石川島平野造船所で1隻（鳥海）が建造された。

## 艦型
船体は鋼製船体へ移行する時期となり「摩耶」と「鳥海」は鉄製、「愛宕」は鋼骨木皮、「赤城」は鋼製となった。
兵装は当初24cm砲1門、15cm砲1門を搭載する予定だったが、兵装が過大という批判があり各艦とも砲を減らし、それぞれ違った砲を搭載している。新造時の兵装は以下の通り。（『日本補助艦艇物語』巻末の要目表による。）
- 摩耶：15cm砲2門、4.7cm砲2門、25mm4連装機砲2基
- 愛宕、鳥海：21cm砲1門、12cm砲1門、25mm4連装機砲2基
- 赤城：12cm砲4門、4.7cm砲4門、30mm5連装機砲2基

## 運用
4隻は1888年（明治21年）から1890年（明治23年）に竣工し1894年（明治27年）からの日清戦争に参加、1898年（明治31年）の類別制定で砲艦に類別された。日露戦争中の1904年（明治37年）に愛宕が座礁で失われた。他は3隻とも1908年（明治41年）と1911年（明治44年）に除籍、摩耶と赤城は売却され民間で使用された。特に赤城は太平洋戦争後まで使用され、1953年（昭和28年）に解体されている。